# Natal'ja Avdeeva
Natal'ja Germanovna Avdeeva (in russo Наталья Германовна Авдеева?; Kaliningrad, 6 settembre 1988) è un'arciera russa.

## Palmarès
- Mondiali

's-Hertogenbosch 2019: oro nel compound.
- Giochi europei

Minsk 2019: oro nel compound a squadre misto e argento nel compound individuale.